# Carta de Heisler
Cartas de Heisler é um conjunto de duas cartas (gráficos) de geometria interna introduzido em 1947 por M. P. Heisler as quais foram suplementadas por uma terceira carta em 1961 por H. Gröber. São usadas para prover uma ferramenta de análise gráfica para a avaliação de temperatura central para condução de calor transiente através de uma parede infinitamente longa de espessura 2L, um cilindro infinitamente longo de raio ro, e uma esfera de raio ro.
Embora as cartas de Heisler-Gröber sejam uma alternativa mais rápida e mais simples para as soluções exatas destes problemas, existem algumas limitações. Primeiro, o corpo deve estar a uma temperatura inicialmente uniforme. Adicionalmente, a temperatura dos arredores e o coeficiente de tranferência de calor convectivo deve permanecer constante e uniforme. Também, não deve haver geração de calor no próprio objeto.

## Parede plana infinitamente longa (de espessura 2L)
Estas primeiras cartas de Heisler-Gröber Charts foram baseadas no primeiro termo da solução exata da série de Fourier para uma parede plana infinita:
{\displaystyle {\frac {T(x,t)-T_{\infty }}{T_{i}-T_{\infty }}}=\sum _{n=0}^{\infty }{\left[{\frac {4\sin {\lambda _{n}}}{2\lambda _{n}+\sin {2\lambda _{n}}}}e^{\frac {-\lambda _{n}t\alpha }{L^{2}}}\cos {\frac {\lambda _{n}x}{L}}\right]}},
onde Ti é a temperatura inicial da placa, T∞ é a temperatura constante impostos no contorno, x é a é a localização na parede plana, λn é π(n+1/2), e α é a difusividade térmica. A posição x=0 representa o centro da placa.
A primeira carta para a parede plana é plotada usando-se 3 variáveis diferentes. Plotada ao longo do eixo vertical da carta está a temperatura dimensionalmente ao plano médio, θo* {\displaystyle ={\frac {T(0,t)-T_{\infty }}{T_{i}-T_{\infty }}}}  . Plotada ao longo do eixo horizontal está o número de Fourier, Fo=αt/L2 .  As curvas dentro do gráfico são uma seleção de valores para o inverso do número de Biot, onde "Bi = hL/k.  k é a condutividade térmica do material e h é o coeficiente de transferência de calor."
A segunda carta é usada para determinar a variação de temperatura dentro da parede do plano para diferentes números de Biot. O eixo vertica é a razão de uma temperatura dada àquela na linha central θ/θo{\displaystyle ={\frac {T(x,t)-T_{\infty }}{T(0,t)-T_{\infty }}}} onde a curva x/L é a posição na qual T é dado. O eixo horizontal é o valor de Bi−1.
A terceira carta em cada conjunto foi suplementada por Gröber em 1961 e esta em particular mostra a transferência de calor adimensional da parede como uma função de uma variável tempo adimensional. O eixo vertical é uma plotagem de Q/Qo , a razão da transferência de calor atual para a quantidade de transferência de calor total antes de T=T∞ . Sobre o eixo horizontal está a plotagem de (Bi2)(Fo), uma variável tempo adimensional.

## Desenvolvimentos
W. Sha e E. Gani apresentaram em 1981 cartas para condução de calor transiente em cilindro de comprimento infinito, placa plana infinita e esfera para uma faixa de números de Biot, 1/100 a 1/1000, adequados a problemas envolvendo resfriamento por convecção natural.
Aproximações de termo único simples para as cartas de resfriamento de Heisler e a perda de energia fracional de energia de Gröber foram apresentadas em 1996 por M. Yovanovich, para a placa, cilindro infinito e esfera.